# Penco
Penco város Chilében, a VIII. (Biobío) régióban, Concepción tartományban. A 2017-es népszámlálás szerint a város lakossága 47 367 fő, a település területe pedig 107,6 km².

## Történelme
Évszázadokkal ezelőtt Penco helyén alapították Concepción városát, amely ma Biobío régió székhelye. A várost Lautaro toqui pusztította el 1554-ban, majd újjáépítették. Azonban 1555-ben ismét elpusztult Lautaro által.
- 1557-ben, García Hurtado de Mendoza márki uralkodása alatt újjáépült a város, mikor a márki ideérkezett és felépítette Alto de Pinto erődjét. A város helyreállítása 1558. január 6-án fejeződött be, Jerónimo de Villegas kapitány által.
- Ez lett az araucaníai őslakos mapucse indiánok elleni egyesült haderők központja közel két évszázadon át. Népessége pedig 10 000 főre nőtt, annak ellenére, hogy 1954-ben ostrom alá vették, valamint a mapucse törzsek többször is támadást intéztek ellene.
- 1603-ban ide helyezték át az elnyomott La Imperial Egyházmegye utolsó püspökét, hogy az ennek utódjául szolgáló Concepcióni Római Katolikus Püspökség első püspöke legyen.
- A várost 1570-ben, 1657-ben, 1687-ben, 1730-ban és 1751. május 25-én földrengések és cunamik rombolták le. Emiatt a gyarmati hatóságok úgy döntöttek, hogy a várost Valle de la Mocha vidékére, a Biobío folyó mellé költöztették, és megtiltották a régi helyszínre való letelepedést. A város korábbi területe így elnéptelenedett volt egészen 1842. március 29-éig, amikor is Penco városát itt alapították meg.

## Statisztikák
A chilei Országos Statisztikai Intézet (National Statistics Institute, NSI) 2002-es népszámlálása alapján Penco területe 107,6 km², lakosainak száma 46 016 (22 366 férfi és 23 650 nő). Közülük 45 361 fő (98,6%) városi, 655 fő (1,4%) pedig vidéki területen él. A népesség 14%-kal (5657 fővel) nőtt az 1992-es és a 2002-es népszámlálás közt.

## Adminisztráció
Községként Penco Chile harmadik szintű közigazgatási egységeihez tartozik, amelyet egy önkormányzati tanács igazgat, ennek élén pedig a négyévente közvetlenül megválasztott alcalde áll. 2012 és 2016 közt Penco alcalde-ja Víctor Hugo Figueroa Rebolledo volt.
A chilei választási osztályokon belül Penco-t Sergio Bobadilla (UDI) és Clemira Pacheco (PS) képviseli a Képviselőházban, mint a 45. választókörzet részét (ennek tagja még Tomé, Florida, Hualqui, Coronel és Santa Juana). A községet a chilei szenátusban Alejandro Navarro Brain (MAS) és Hosain Sabag Castillo (PDC) képviseli, mint a 12. szenátusi választókerület (Biobío-Cordillera) része.

### Kapcsolódó helyek
Penco városa mellett a község az alábbi falvak adminisztrációját kezeli:
- Cerro Verde, d. sz. 36° 44′ 00″, ny. h. 72° 59′ 00″36.733333°S 72.983333°W
- Cosmito, d. sz. 36° 46′ 07″, ny. h. 73° 00′ 52″36.768611°S 73.014444°W
- El Rosal, d. sz. 36° 46′ 05″, ny. h. 73° 02′ 15″36.768056°S 73.037500°W
- Lirquén, d. sz. 36° 42′ 48″, ny. h. 72° 58′ 29″36.713333°S 72.974722°W
- Tucapel, d. sz. 36° 46′ 37″, ny. h. 73° 01′ 14″36.776944°S 73.020556°W.

## Híres pencóiak
- Patricio Renán

## Fordítás
- Ez a szócikk részben vagy egészben  a   Penco című angol Wikipédia-szócikk fordításán alapul.  Az eredeti cikk szerkesztőit annak laptörténete sorolja fel. Ez a jelzés csupán a megfogalmazás eredetét és a szerzői jogokat jelzi, nem szolgál a cikkben szereplő információk forrásmegjelöléseként.